# William Thomas (Ritter)
Sir William Thomas (auch William ap Thomas) († zwischen 26. Januar 1542 und 15. März 1542) war ein walisischer Ritter.
William ap Thomas entstammte einer alten walisischen Familie, die ihre Abstammung bis ins 13. Jahrhundert zurückführte. Er war ein Sohn von Thomas ap Rhydderch und von dessen Frau Maud. 1509 wurde er Constable des königlichen Carmarthen Castle sowie Sheriff der königlichen Herrschaften Carmarthen und Cardigan. Dazu wurde er Verwalter von Cantref Mawr und weiteren Besitzungen. 1521 wurde er auch Constable von Aberystwyth Castle. Für seine Verdienste wurde er zum Knight Bachelor geschlagen. Nach den Gesetzen zur Eingliederung von Wales diente er von 1541 bis kurz vor seinem Tod als zweiter Sheriff der neugebildeten Grafschaft Carmarthenshire.
William ap Thomas anglisierte seinen walisischen Namen zu William Thomas. Er heiratete Jane Herbert, eine Tochter des einflussreichen Sir William Herbert aus Coldbrook in Monmouthshire. Mit ihr hatte er mehrere Kinder, von denen sein ältester überlebender Sohn Rhys sein Erbe wurde. Er wurde in der von ihm erweiterten Kirche von Llangathen nahe seinem Herrenhaus Aberglasney beigesetzt.